# Ovalau
Ovalau (IPA: [o ßa la u]) je největším ostrovem fidžijského souostroví Lomaiviti. Nachází se na 17,70° jižní šířky a 178,8° východní délky. Ostrov je 13 kilometrů dlouhý a 10 kilometrů široký. Má rozlohu 102,3 km² a okolo 9000 obyvatel. Největším z 24 měst a vesnic je Levuka, bývalé fidžijské hlavní město a od roku 2013 světové kulturní dědictví UNESCO.
Ovalau je charakteristický svým drsným povrchem s několika málo rovinkami stranou údolí Lovoni ve středu ostrova. Nejvyšším vrcholem jsou Nadelaiovalau, na východě, s výškou 625 metrů a Tomuna, na jihu, s výškou 526 metrů.

## Doprava
Ostrov obkružuje silnice, nicméně mezi vesnicemi Rukuruku a Buresala je cesta jen o něco lepší nežli pěšina, jelikož cestování mezi těmito dvěma body není příliš časté. Většina dopravy směřující z těchto dvou vesnic vede do Levuky. Na západě ostrova je letiště. Ostrov je též spojen s největším fidžijským ostrovem Viti Levu trajektovou dopravou.